# David Hendry
 (août 2022).
Si vous disposez d'ouvrages ou d'articles de référence ou si vous connaissez des sites web de qualité traitant du thème abordé ici, merci de compléter l'article en donnant les références utiles à sa vérifiabilité et en les liant à la section « Notes et références ».
David Hendry est un économètre britannique né le 6 mars 1944. Il est spécialiste de l'économétrie des séries temporelles et notamment des méthodes de cointégration.

## Prix et distinctions
En 1986, il est lauréat de la médaille Guy de bronze.

## Publications
- (en) Mary Morgan et David Hendry, The Foundations of econometric analysis, Cambridge, UK, Cambridge University Press, 1995 (ISBN 0-521-58870-7)
- (en) Robert F. Engle, David F. Hendry et Jean-François Rischard, « Exogeneity », Econometrica, no 51,‎ 1983, p. 277-304